# Eleição municipal de Osasco em 2020
A eleição municipal de Osasco em 2020 ocorreu no dia 15 de novembro em único turno, com o objetivo de eleger um prefeito, um vice-prefeito, e 21 vereadores responsáveis pela administração da cidade para o mandato a se iniciar em 1° de janeiro de 2021 e com término em 31 de dezembro de 2024.
Originalmente, as eleições ocorreriam em 4 de outubro (primeiro turno) e 25 de outubro (segundo turno), porém, com o agravamento da pandemia do novo coronavírus (SARS-CoV-2), causador da Covid-19, as datas foram modificadas com a promulgação da Emenda Constitucional nº 107/2020.
O processo eleitoral de 2020 está marcado pela sucessão para o cargo ocupado pelo prefeito Rogério Lins, do Podemos, que por estar em seu primeiro mandato poderia se candidatar a reeleição. Em 15 de novembro de 2020, o então prefeito Rogério Lins, foi reeleito ao obter 60,94% dos votos válidos contra o candidato Doutor Lindoso, do Republicanos, que recebeu 19,86% dos votos.

## Candidaturas
| Candidatos à prefeito (a) | Candidatos à prefeito (a) | Partido       | Candidatos à Vice-prefeito (a) | Candidatos à Vice-prefeito (a) | Partido | N° | Coligação |
| ------------------------- | ------------------------- | ------------- | ------------------------------ | ------------------------------ | ------- | -- | --- |
|                           | Rogério Lins              | PODE          |                                | Ana Rossi                      | PL      | 19 | Osasco Cada Vez Mais Nossa (PTC, PSB , PSDB , PSD,PCdoB, AVANTE, PP, REDE, PODE, PATRI, PDT, DEM, MDB, PL, Cidadania) |
|                           | Dr. Lindoso               | Republicanos  |                                | Coronel Lucena                 | PSC     | 10 | Por Uma Osasco Diferente (Republicanos, PSC, PSL, PMN)                                                                |
|                           | Emídio de Souza           | PT            |                                | Silvio Neves                   | PTB     | 13 | Osasco Quer Mudança (PT, PTB, PV)                                                                                     |
|                           | Dr. Gaspar                | DC            |                                | Celso Montória                 | DC      | 27 | Partido Isolado |
|                           | Simony dos Anjos          | PSOL          |                                | Gilmar Soares                  | PSOL    | 50 | Partido Isolado |
|                           | Marco Souza Dateninha     | Solidariedade |                                | Marco Ribeiro                  | PROS    | 77 | Inovação Osaco Já (Solidariedade, PROS)                                                                               |
|                           | Reinaldo Mota             | PRTB          |                                | Verissimo Souza                | PRTB    | 28 | Partido Isolado |

## Resultado da eleição para prefeito

### Primeiro turno
| Candidatos à prefeito (a)             | Candidatos à Vice-prefeito (a) | N°                     | Votos   | %      |
| ------------------------------------- | ------------------------------ | ---------------------- | ------- | ------ |
| Rogério Lins (PODE)                   | Ana Rossi (PL)                 | 19                     | 204.207 | 61,73% |
| Dr. Lindoso (Republicanos)            | Coronel Lucena (PSC)           | 10                     | 66.543  | 19,86% |
| Emídio de Souza (PT)                  | Silvio Neves (PTB)             | 13                     | 44.849  | 13,38% |
| Dr. Gaspar (DC)                       | Celso Montória (DC)            | 27                     | 0       | 00,00% |
| Simony dos Anjos (PSOL)               | Gilmar Soares (PSOL)           | 50                     | 15.202  | 4,54%  |
| Marco Souza Dateninha (Solidariedade) | Marco Ribeiro (PROS)           | 77                     | 2.244   | 0,67%  |
| Reinaldo Mota (PRTB)                  | Verissimo Souza (PRTB)         | 28                     | 2.029   | 0,61%  |
|                                       | Total de votos válidos         | Total de votos válidos | 402.910 | 71,55% |
| → Votos válidos                       | → Votos válidos                | 330.801                | 88,76%  |        |
| → Votos brancos                       | → Votos brancos                | 25.649                 | 6,37%   |        |
| → Votos nulos                         | → Votos nulos                  | 46.460                 | 11.53%  |        |
| Total de votos                        | Total de votos                 | 402.910                | 71,55%  |        |

1. ↑   Renunciou a candidatura antes da realização do pleito eleitoral.

## Vereadores Eleitos
| Candidato                  | Partido      | N°    | Votos | %     | Campo    |       |
| -------------------------- | ------------ | ----- | ----- | ----- | -------- | ----- |
| Adauto Leonídio de Souza   | PDT          | 12070 | 2.379 | 0,69% | Situação | [ 5 ] |
| Ana Paula Rossi            | PL           | 22022 | 5.450 | 1,58% | Situação | [ 5 ] |
| Batista Comunidade         | Avante       | 70800 | 4.721 | 1,37% | Situação | [ 5 ] |
| Carmônio Bastos            | PODE         | 19555 | 3.266 | 0,95% | Situação | [ 5 ] |
| Cláudio da Locadora        | DEM          | 25123 | 3.391 | 0,99% | Situação | [ 5 ] |
| Emerson Osasco             | REDE         | 18123 | 2.129 | 0,62% | Situação | [ 5 ] |
| Fábio Chirinhan            | PP           | 11100 | 2.514 | 0,73% | Situação | [ 5 ] |
| Joel Nunes                 | Republicanos | 10123 | 4.970 | 1,44% | Oposição | [ 5 ] |
| Josias da Juco             | PSD          | 55655 | 2.270 | 0,66% | Situação | [ 5 ] |
| Juliana da Ativoz          | PSOL         | 50420 | 1.837 | 0,53% | Oposição | [ 5 ] |
| Julião                     | PSB          | 40021 | 2.023 | 0,59% | Situação | [ 5 ] |
| Michel Figueiredo          | PATRI        | 51123 | 3.077 | 0,89% | Situação | [ 5 ] |
| Lúcia da Saúde             | PODE         | 19221 | 3.567 | 1,04% | Situação | [ 5 ] |
| Ni da Pizzaria             | PODE         | 19505 | 2.929 | 0,85% | Situação | [ 5 ] |
| Paulo Júnior               | PP           | 11111 | 2.363 | 0,69% | Situação | [ 5 ] |
| Pelé da Cândida            | MDB          | 15610 | 2.124 | 0,62% | Situação | [ 5 ] |
| Pastora Cristiane Calegato | Republicanos | 10107 | 1.978 | 0,57% | Oposição | [ 5 ] |
| Ralfi Silva                | Republicanos | 10500 | 5.894 | 1,71% | Oposição | [ 5 ] |
| Ribamar Silva              | PSD          | 55144 | 5.998 | 1,74% | Situação | [ 5 ] |
| Rogério Santos             | PL           | 22123 | 2.475 | 0,72% | Situação | [ 5 ] |
| Zé Carlos Santa Maria      | PATRI        | 51220 | 2.745 | 0,80% | Situação | [ 5 ] |